# Rosalío Hernández
General Rosalío Hernández fue un militar mexicano que participó en la Revolución mexicana.

## Maderismo
Nació en Real de Nieves, Zacatecas, el 30 de agosto de 1861 - Chihuahua, Chihuahua 16 de marzo de 1942. Su participación en la lucha se remonta a la época maderista donde participó en levantamientos menores y publicación de propaganda regional. 

## Villismo
Posteriormente a raíz de la usurpación de Victoriano Huerta, se levantó en armas. Al frente de la Brigada “Leales de Camargo” formó parte fundamental de la División del Norte que comandaba Francisco Villa; con el grado de general participó en los combates de Chihuahua, Torreón y Paredón. Siguió a Francisco Villa en la toma de la plaza de Zacatecas que se encontraba al mando del General federal Luis Medina Barrón, donde sobresalió por su brillante actuación en los asaltos al Cerro de Loreto. En octubre de 1914 participó en la Convención de Aguascalientes, y ante la escisión revolucionaria continuó en las filas villistas. En marzo de 1915, durante su campaña por Coahuila, logró vencer al general constitucionalista Luis Caballero sin embargo más tarde fue derrotado en Nuevo Laredo. 

## Constitucionalismo
En 1916 defeccionó del villismo y se integró a las fuerzas constitucionalistas; desde entonces hasta 1920 combatió a los villistas al lado de los generales Fortunato Maycotte, Domingo Arrieta León y Rizo. En 1929 participó en el movimiento escobarista. 